# Municipio de North Union (Arkansas)
El municipio de North Union (en inglés: North Union Township) es un municipio ubicado en el condado de Sharp en el estado estadounidense de Arkansas. En el año 2010 tenía una población de 160 habitantes y una densidad poblacional de 3,27 personas por km².

## Geografía
El municipio de North Union se encuentra ubicado en las coordenadas 36°22′10″N 91°18′56″O / 36.36944, -91.31556. Según la Oficina del Censo de los Estados Unidos, el municipio tiene una superficie total de 48.91 km², de la cual 48,91 km² corresponden a tierra firme y (0 %) 0 km² es agua.

## Demografía
Según el censo de 2010, había 160 personas residiendo en el municipio de North Union. La densidad de población era de 3,27 hab./km². De los 160 habitantes, el municipio de North Union estaba compuesto por el 83,75 % blancos, el 5,63 % eran amerindios y el 10,63 % eran de una mezcla de razas. Del total de la población el 0 % eran hispanos o latinos de cualquier raza.